# Danshoppspindel
Danshoppspindel (Ballus chalybeius) är en spindelart som först beskrevs av Charles Athanase Walckenaer 1802.  
Danshoppspindel ingår i släktet Ballus, och familjen hoppspindlar. Arten är reproducerande i Sverige. Inga underarter finns listade.